# Pidigan, Abra
Pidigan là một đô thị hạng 5 ở tỉnh Abra, Philippines. Theo điều tra dân số năm 2007, đô thị này có dân số 11.280 người trong 1.875 hộ.

## Các khu phố (barangay)
Pidigan được chia thành 15 khu phố (barangay).
| Barangay        | Pop. (2007) |
| --------------- | ----------- |
| Alinaya         | 892         |
| Arab            | 471         |
| Garreta         | 639         |
| Immuli          | 585         |
| Laskig          | 499         |
| Naguirayan      | 558         |
| Monggoc         | 1.231       |
| Pamutic         | 569         |
| Pangtud         | 863         |
| Poblacion East  | 1.646       |
| Poblacion West  | 1.162       |
| San Diego       | 449         |
| Sulbec          | 657         |
| Suyo (Malidong) | 653         |
| Yuyeng          | 406         |

## Kết quả bầu cử năm 2007
| Chức vụ          | Ứng cử viên      | Tổng số phiếu bầu |
| ---------------- | ---------------- | ----------------- |
| Thị trưởng       | Arnulfo Bisares  | 3.430             |
| Phó thị trưởng   | Florante Pilarta | 2.762             |
| Ủy viên hội đồng | Elizer Belandres | 3.092             |
| Ủy viên hội đồng | Jumel Chong      | 2.321             |
| Ủy viên hội đồng | Excel Sanidad    | 2.267             |
| Ủy viên hội đồng | Robert Buemio    | 2.015             |
| Ủy viên hội đồng | Roberto Billedo  | 1.875             |
| Ủy viên hội đồng | Loreto Pacleba   | 1.797             |
| Ủy viên hội đồng | Renato Valeros   | 1.771             |
| Ủy viên hội đồng | Darlit Dumlao    | 1.700             |